# Harold Hamgravy
Harold Hamgravy, ook gekend als Ham Gravy, is een stripfiguur bedacht door Elzie Segar in 1919. Het personage deed zijn intrede in de stripreeks Thimble Theatre die werd uitgebracht door King Features Syndicate. Later werden de strips hernoemd naar Popeye.

## Achtergrond
Hamgravy was de oorspronkelijke verloofde van Olijfje. Hamgravy is een eerder luie man die steeds geld dient te lenen. Hij is een rokkenjager, zeker indien de dame rijk is. Hij wil snel rijk worden en kiest eerder voor de duistere jobs. Toch vergeeft Olijfje altijd zijn misstappen.
Op zeker ogenblik wil Hamgravy een schat vinden. Hij huurt Popeye in om samen op tocht te gaan. Popeye bleek bij de lezers zulk succes te hebben dat hij een hoofdpersonage werd. Hamgravy verdween op de achtergrond en was minder en minder te zien in de strips.
In de tekenfilms is Hamgravy zelfs nergens te bespeuren.
Hamgravy is wel te zien in de film Popeye uit 1980. In het begin van de film wordt duidelijk dat Hamgravy zijn relatie met Olijfje heeft beëindigd toen bleek dat zij gevoelens had voor Bluto. De rol van Hamgravy werd gespeeld door Bill Irwin.